# Rovetta
Rovetta là một đô thị ở tỉnh Bergamo trong vùng Lombardia của nước Ý, có vị trí cách khoảng 80 km về phía đông bắc của Milano và khoảng 30 km về phía đông bắc của Bergamo. Tại thời điểm ngày 31 tháng 12 năm 2004, đô thị này có dân số 3.611 người và diện tích là 24 km².
Đô thị Rovetta có các frazione (đơn vị cấp dưới) S. Lorenzo.
Rovetta giáp các đô thị: Castione della Presolana, Cerete, Clusone, Colere, Fino del Monte, Gandino, Oltressenda Alta, Songavazzo, Villa d'Ogna, Vilminore di Scalve.